# Gneu Corneli Dolabel·la (cònsol 159 aC)
Gneu Corneli Dolabel·la (llatí: Cnaeus Cornelius Dolabella) va ser un magistrat romà.
Va exercir la magistratura d'edil curul l'any 165 aC juntament amb Sext Juli Cèsar i aquell any van organitzar el festival de la Megalènsia. En aquests jocs es va estrenar l'obra Hecyra (La sogra), de Terenci.
L'any 159 aC va ser elegit cònsol juntament amb Marc Fulvi Nobílior.